# 糯垌河
糯垌河，位于中国广西壮族自治区岑溪市北部，是义昌江右岸支流，发源于岑溪市安平镇纯塘村，向西流经糯垌镇，至三堡镇汇入义昌江。干流长50千米，落差249.9米，流域面积447.73平方千米。